# Fondation Eva Perón

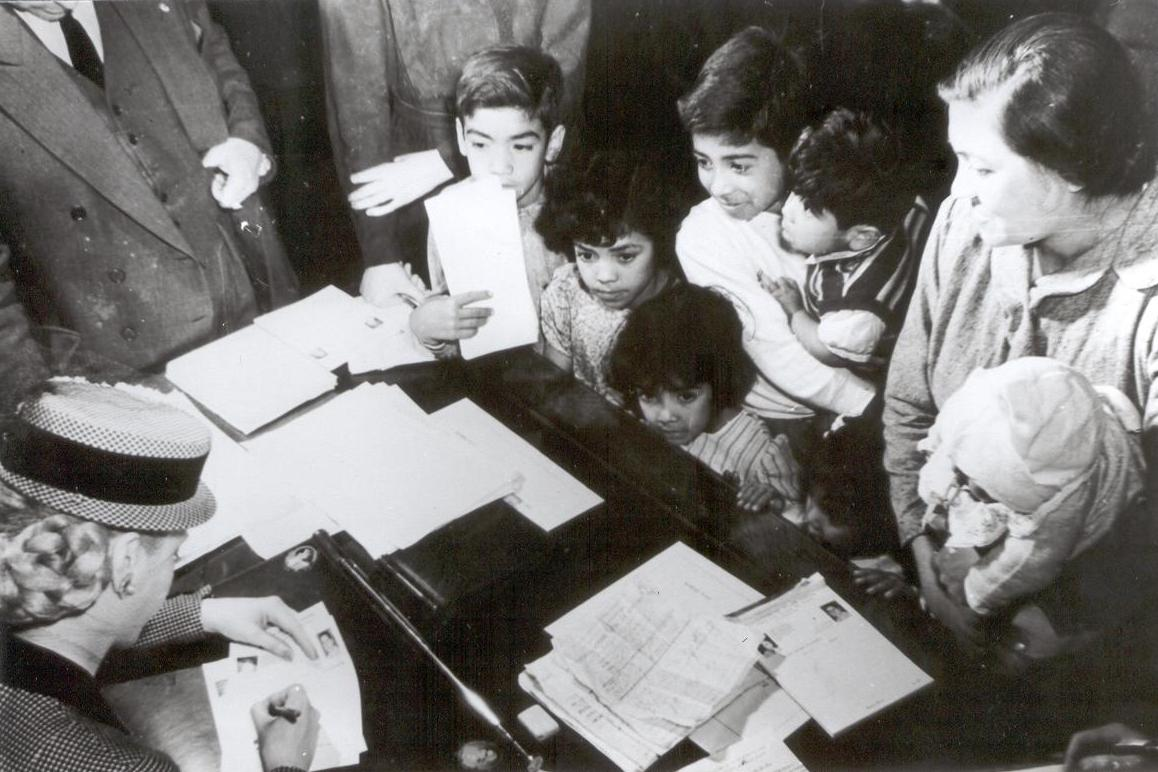
Evita travaille à la Fondation.

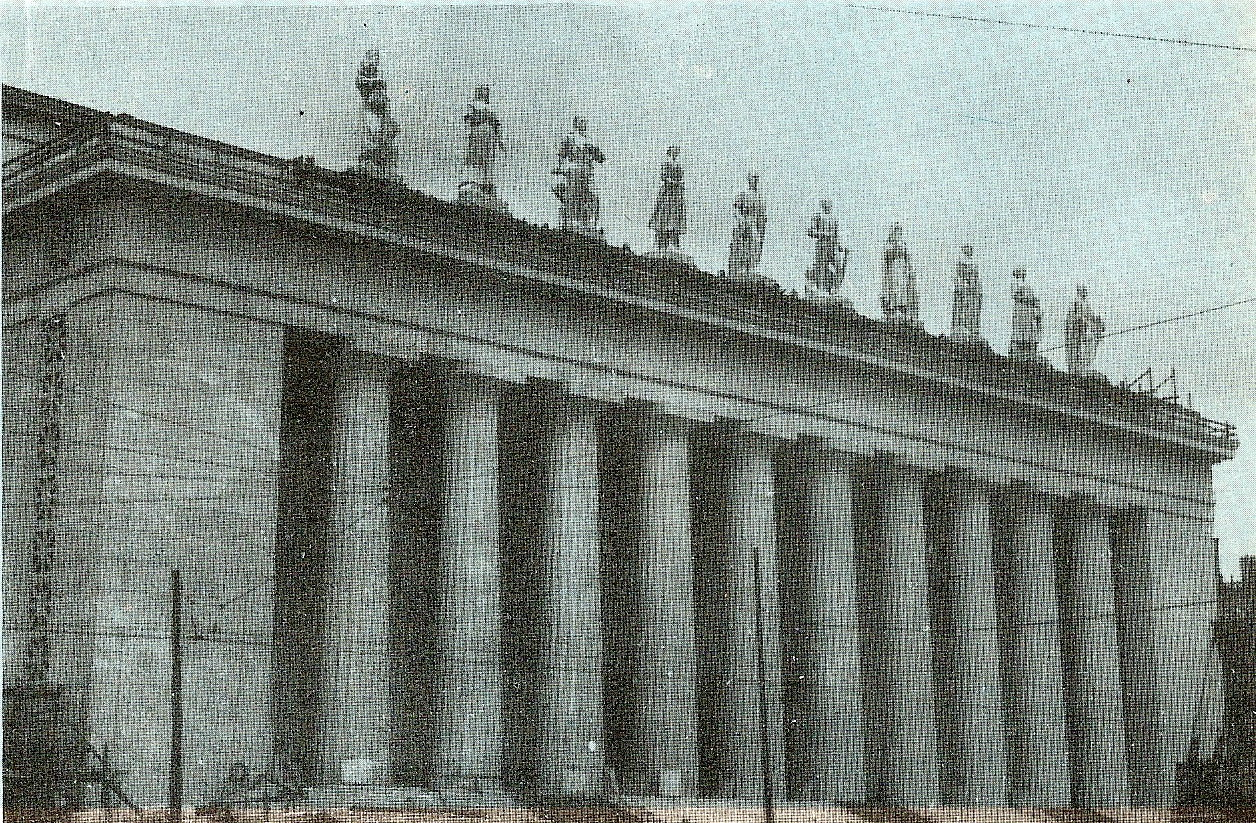
Siège de la Fondation Eva Perón en 1950, qui est aujourd'hui la faculté d'ingénierie de l'université de Buenos Aires.

La Fondation Evita (en espagnol : Fundación Eva Perón) est une fondation de bienfaisance fondée par Eva Perón en 1948, lorsqu'elle était Première dame de l'Argentine et « chef spirituel de la Nation » (Líder Espiritual de la Nación). Evita a également été présidente de la fondation depuis sa création jusqu'à sa mort. Delia Parodi lui a succède à la présidence de la fondation jusqu'à sa dissolution. Comme toutes les autres organisations péronistes, cette association a été dissoute en 1955 après le coup d'État qui renversa le président Juan Perón.
Les dix statues sur le toit du siège, qui représentaient les « descamisados », ont été conçues et sculptées par le sculpteur italien Leone Tommasi. Après le coup d'État, ils ont été prises par les putschistes et jetées dans le río Matanza-Riachuelo (es). Seules trois des statues ont été retrouvées dans la rivière.